# Flight 93 National Memorial
Das Flight 93 National Memorial (auf Deutsch: Nationale Gedenkstätte an Flug 93) schützt das Gelände des Absturzes von United-Airlines-Flug 93 als Bodendenkmal. Es erinnert an die 40 Opfer der Terroranschläge vom 11. September 2001, die hier starben. Das Flugzeug wurde am 11. September 2001 von vier radikal-islamischen Mitgliedern des Terrornetzwerks Al-Qaida entführt und kam in der Stonycreek Township in Pennsylvania, ungefähr 3,2 km nördlich von Shanksville und 97 km südöstlich von Pittsburgh zum Absturz. Ein provisorisches Denkmal wurde bereits kurz nach dem Unglück aufgestellt. Ein dauerhaftes Denkmal wurde 2015 enthüllt. Das Mahnmal wurde nach einer modifizierten Version des Entwurfes Halbmond der Umarmung von Paul und Milena Murdoch gebaut.

## United-Airlines-Flug 93
→ Hauptartikel: United-Airlines-Flug 93

Von den vier am 11. September 2001 entführten Flugzeugen war Flug 93 das einzige Flugzeug, das sein geplantes Ziel – möglicherweise das Kapitol oder ein anderes Ziel in Washington, D.C. – nicht erreicht hat. Mehrere Passagiere und Besatzungsmitglieder telefonierten während des Fluges und erfuhren von den Anschlägen auf das World Trade Center und das Pentagon. Sie beschlossen, die Terroristen anzugreifen und die Kontrolle über das Flugzeug zu erlangen. Das Flugzeug stürzte in der Stonycreek Township in Pennsylvania ab, ungefähr 240 km nordwestlich von Washington. Dabei wurden alle 44 Personen an Bord getötet, einschließlich der vier Entführer.
Die Absturzstelle befindet sich westlich der Skyline Road, ungefähr vier Kilometer südlich des U.S. Highway 30 (Lincoln Highway), etwa zweieinhalb Kilometer westlich von Indian Lake und rund drei Kilometer nördlich von Shanksville.

## Provisorische Gedenkstätte
Die Absturzstelle wurde eingezäunt und ausschließlich den Familienangehörigen der Opfer zugänglich gemacht. Das provisorische Denkmal befand sich an einem Berghang und war etwa 460 m von der tatsächlichen Absturzstelle entfernt. Das Denkmal bestand aus einem 40 Fuß langen Maschendrahtzaun – wobei jeweils ein Fuß jedes der 40 Opfer symbolisiert. An diesem Zaun konnten die Besucher Flaggen, Hüte, Rosenkränze oder andere Gegenstände befestigen. Diese wurden vom National Park Service eingesammelt und bis zur Fertigstellung des permanenten Denkmals eingelagert.
Neben dem Zaun war eine Bronze-Tafel mit den Namen der Passagiere und Besatzungsmitglieder angebracht. In der Nähe davon befanden sich Flaggen und ein großes Kreuz sowie jeweils ein kleiner Holzengel für jeden der Passagiere und Crewmitglieder. Auch handgeschriebene Mitteilungen waren an den Schutzzäunen angebracht. In einem kleinen Gebäude auf dem Gelände der Gedenkstätte konnten sich die Besucher in ein Gästebuch eintragen. Das Gebäude wurde von ehrenamtlichen Helfern des National Park Service betreut. Diese sogenannten ambassadors beantworteten auch die Fragen der Besucher. In den Jahren seit den Anschlägen kamen jährlich ungefähr 150.000 Besucher zur Gedenkstätte.

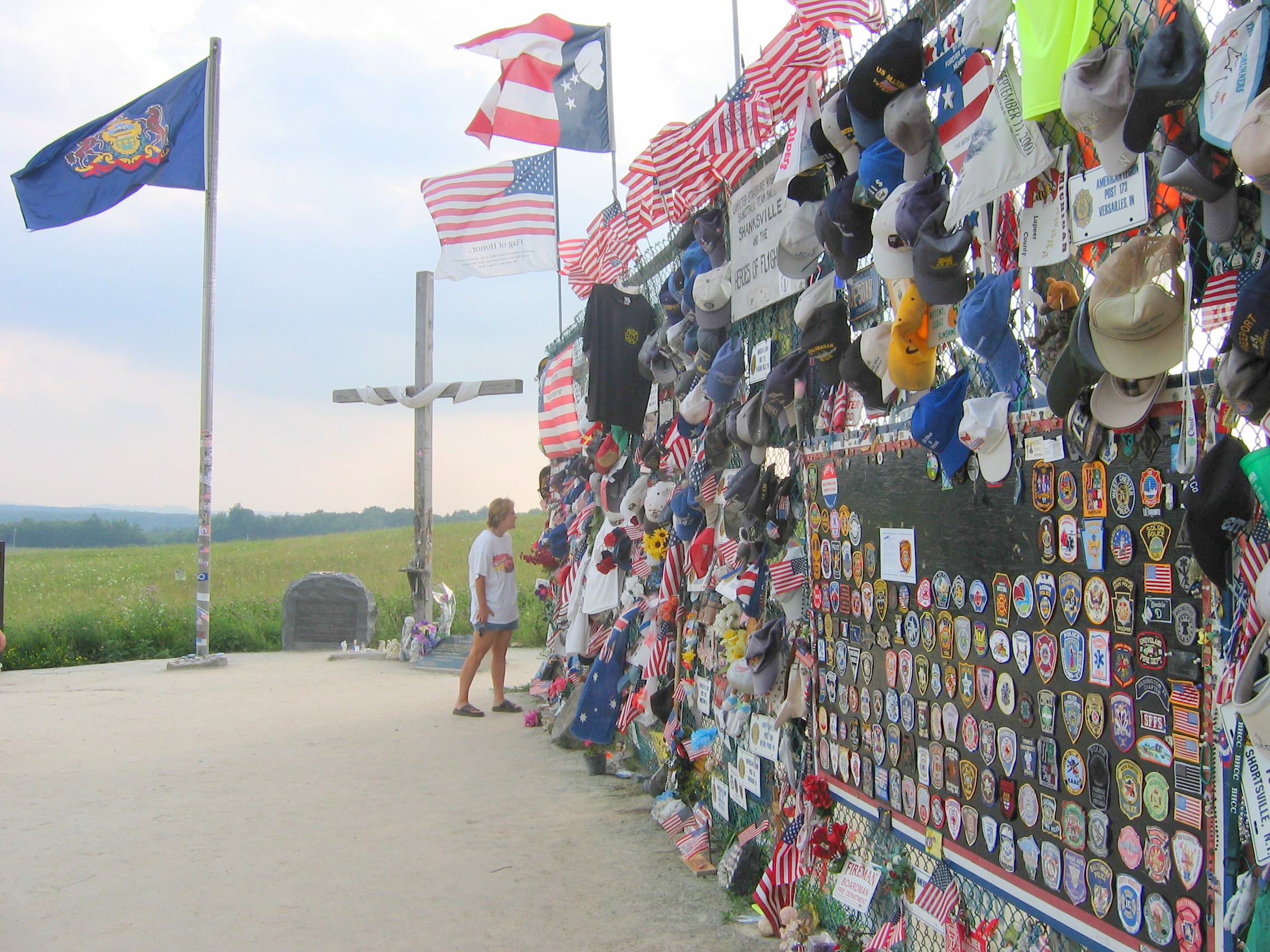
Die provisorische Gedenkstätte im Juli 2006
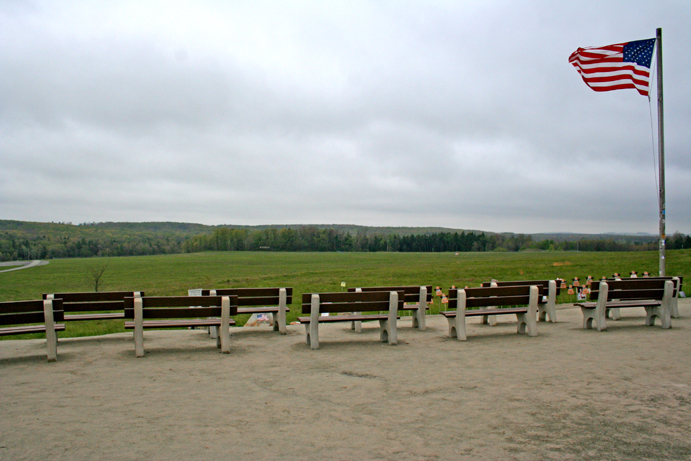
Blick auf die Rückseite der Bänke an der provisorischen Gedenkstätte
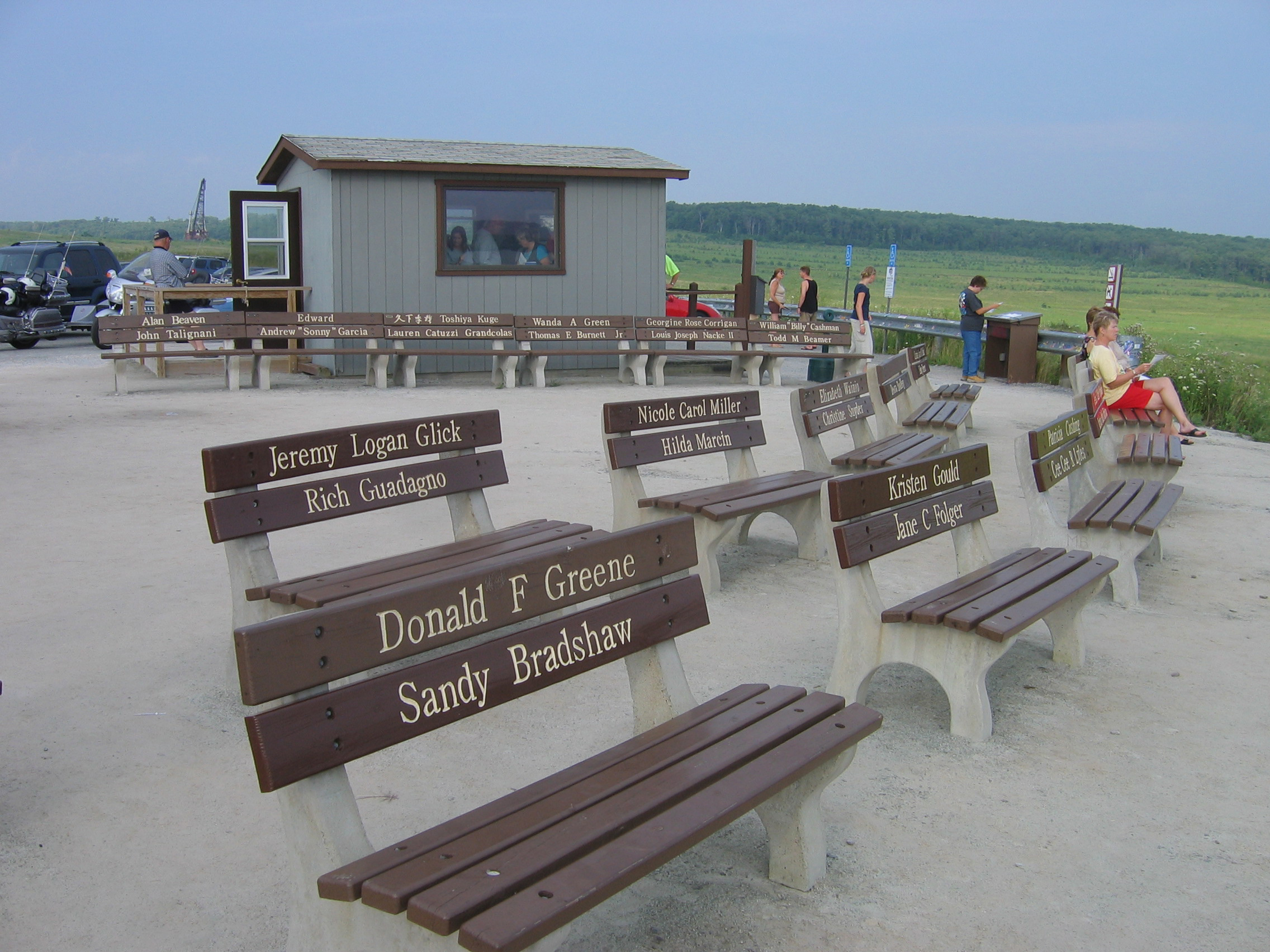
Vorderseite der Bänke mit den Namen der Passagiere und der Besatzung
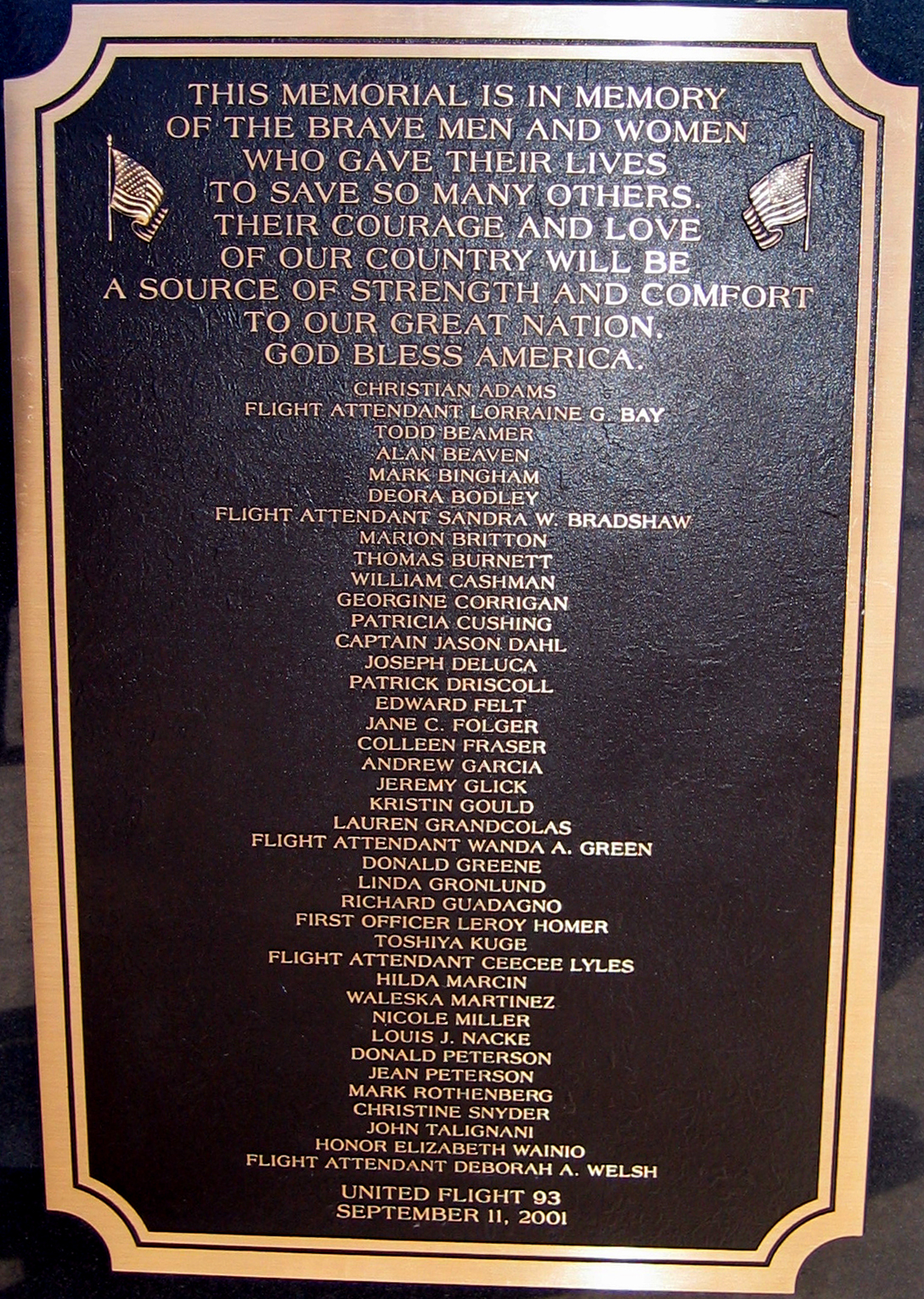
Bronzetafel mit den Namen der Passagiere und der Besatzung

## Dauerhafte Gedenkstätte
Am 7. März 2002 brachte der Kongressabgeordnete John Murtha (PA-12) einen Gesetzentwurf in das Repräsentantenhaus ein, um ein National Memorial von einer Kommission entwerfen zu lassen, das letztendlich vom National Park Service betrieben werden soll. Am 16. April 2002 brachte Senator Arlen Specter (PA) einen Vorschlag des „Flight 93 National Memorial Act“ in den Senat ein. Am 10. September 2002 durchlief das Gesetz beide Häuser des Kongresses. Das endgültige Gesetz schloss ausdrücklich die vier Entführer von den Personen aus, an die erinnert werden soll. Als Präsident George W. Bush das Gesetz am 24. September 2002 unterzeichnete, wurde das Gelände in das National Register of Historic Places aufgenommen. Die Kommission wurde angewiesen, dem Innenminister und dem Kongress bis zum September 2005 Vorschläge für die Planung, die Gestaltung, den Bau und die langfristige Bewirtschaftung einer ständigen Gedenkstätte vorzulegen. 
Das für das National Memorial vorgesehene Gelände reicht von der Lambertsville Road bis zum U.S. Highway 30. Es wird eine Fläche von etwa 8,9 km² umfassen, von denen 4 km² in Privatbesitz sind, aber aufgrund der Partnerschaftsrahmenvereinbarungen ebenfalls geschützt sind. Das Denkmal selbst soll ein 1,6 km² großer, schüsselförmiger Bereich werden, die umliegenden 7,3 km² zu einer Pufferzone. Im Dezember 2002 stiftete der Landbesitzer Tim Lambert 24.000 m² an der Absturzstelle und begann Verhandlungen mit dem Conservation Fund über weitere 6,5 km². Die Organisation der Familien der Opfer erwarb im Sommer 2006 12.000 m², die sie aus Geldspenden aus den Einnahmen des Filmes Flug 93 finanzierte. Die Organisation bemüht sich außerdem um öffentliche Zuschüsse in Höhe von 10 Mio. US-Dollar für den Ankauf von Landflächen.  Im November 2006 kaufte der Conservation Fund  0,4 km² als Pufferzone, die von der Pennsylvania Game Commission verwaltet werden. Die PBS Coals Inc. verkaufte der Organisation der Familien im März 2008 3,6 km².
Die Flight 93 National Memorial Campaign ist eine Initiative der Familien der Opfer, der Flight 93 Federal Advisory Commission, der Flight 93 Memorial Task Force, des National Park Service, der National Park Foundation und vielen Vertretern von lokalen, staatlichen und nationalen Organisationen, Agenturen und Interessengruppen sowie von Privatpersonen aus der ganzen Welt. Im Jahr 2006 ins Leben gerufen, versucht die öffentlich-private Initiative, 30 Millionen US-Dollar von Einzelpersonen, Unternehmen und Stiftungen zu sammeln, um den Bau der ständigen Gedenkstätte zu ermöglichen.
Am zehnten Jahrestag der Anschläge und des Absturzes wurde die erste Phase der permanenten Gedenkstätte eingeweiht. Sie besteht aus Eingangsbereich, Zufahrt und der Memorial Plaza, einem Aussichtspunkt auf den eigentlichen Absturzort, der bewusst von der Gedenkstätte nicht überbaut wird. An der Plaza steht eine Wand, in die die Namen der 40 Opfer des Absturzes graviert sind. Das Besucherzentrum mit dem so genannten Lernort sowie ein erhöhter Rundweg um das Gelände wurde zum 14. Jahrestag der Anschläge im September 2015 eröffnet.

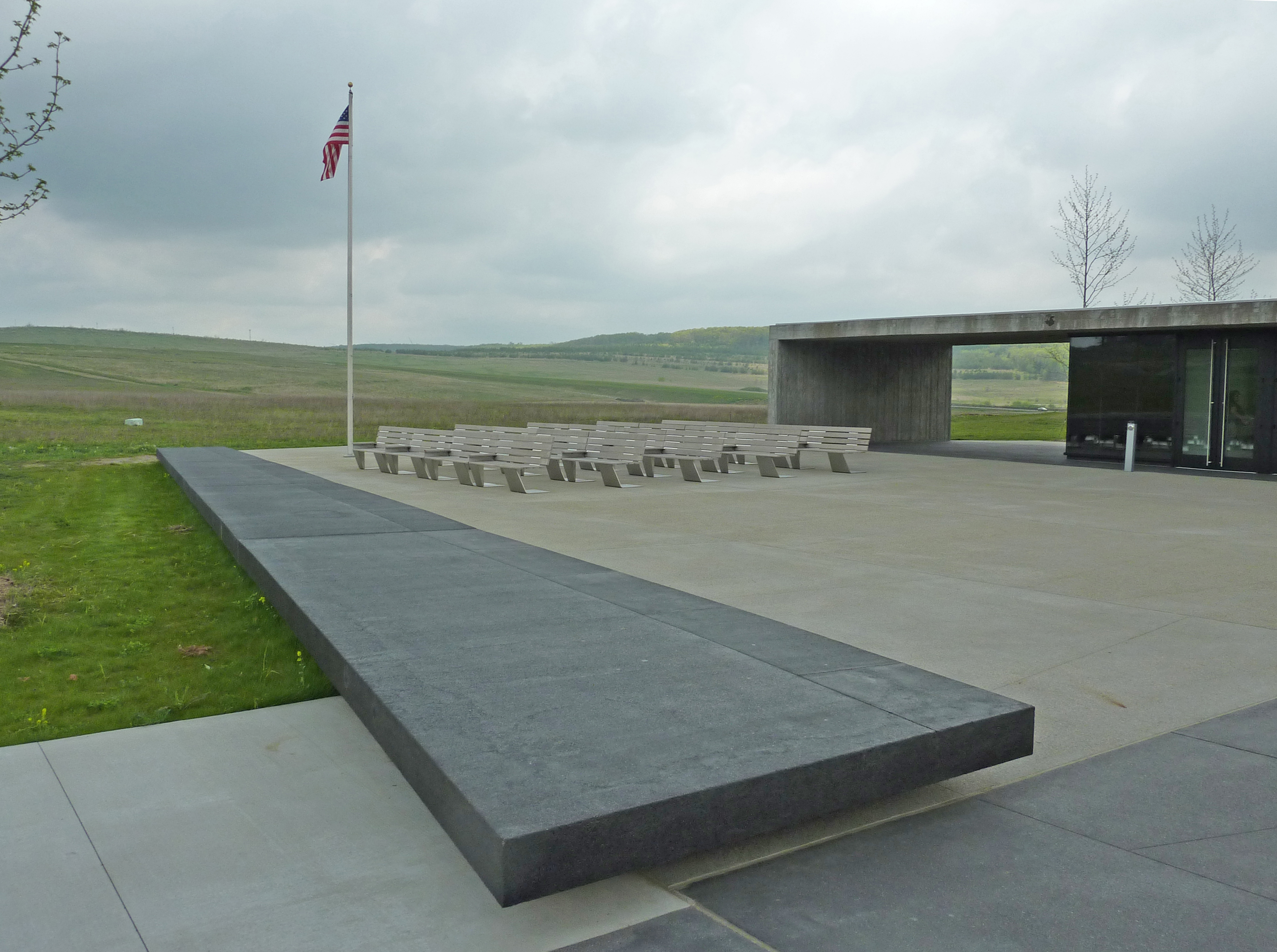
Eingangsbereich
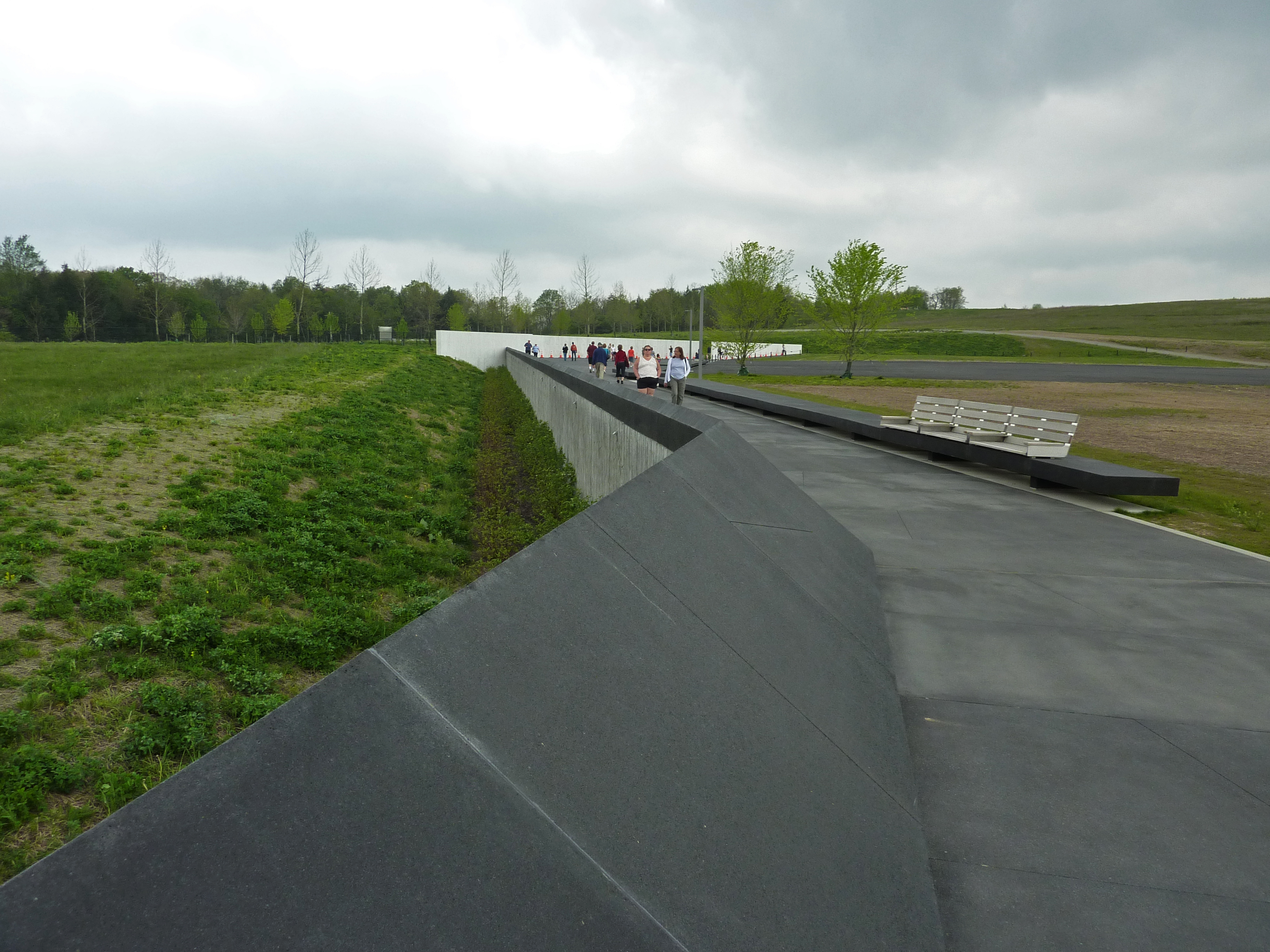
Gehweg zur Wall of Names
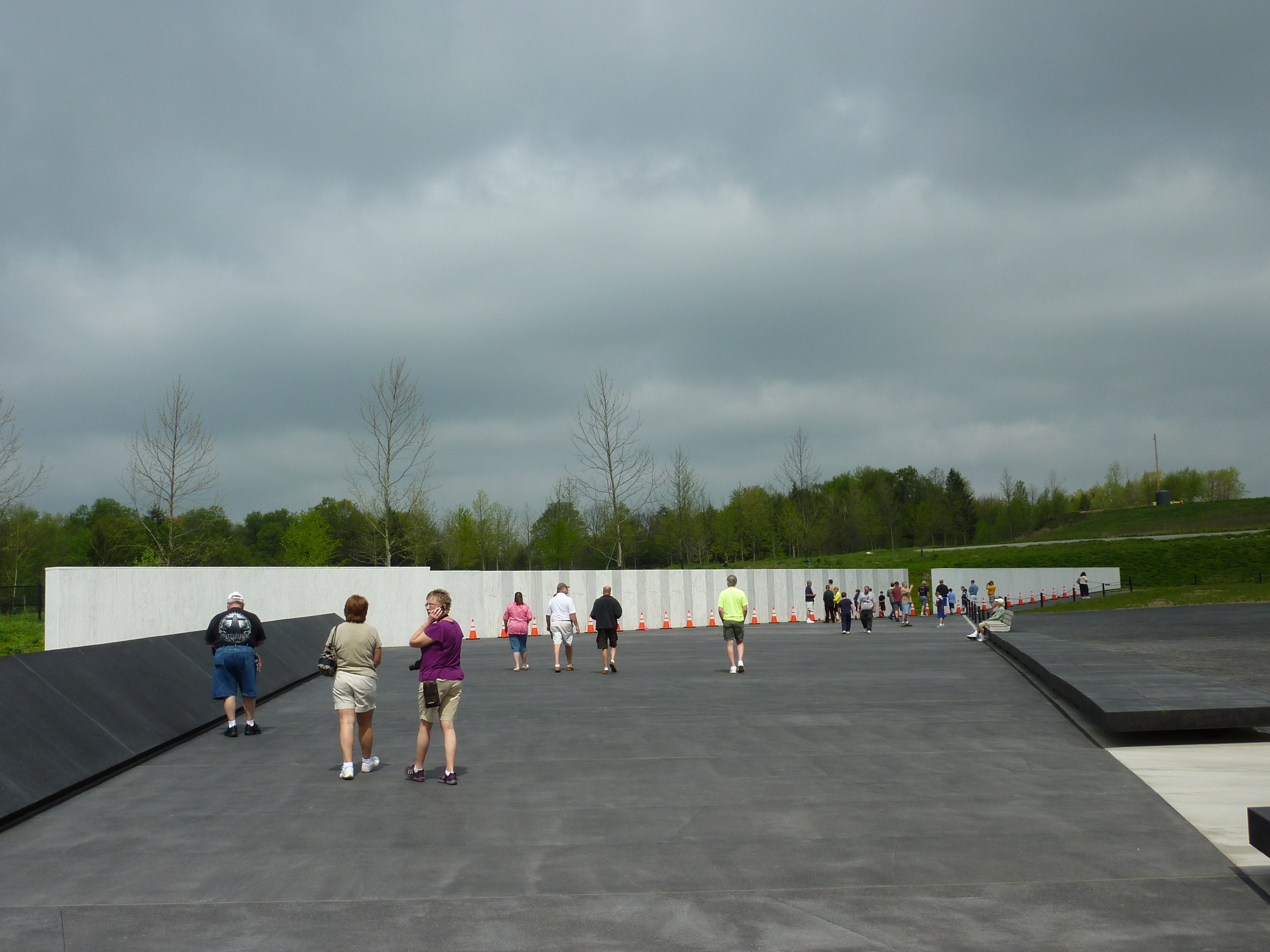
Memorial Plaza und Wall of Names entlang der Flugbahn von Flug 93
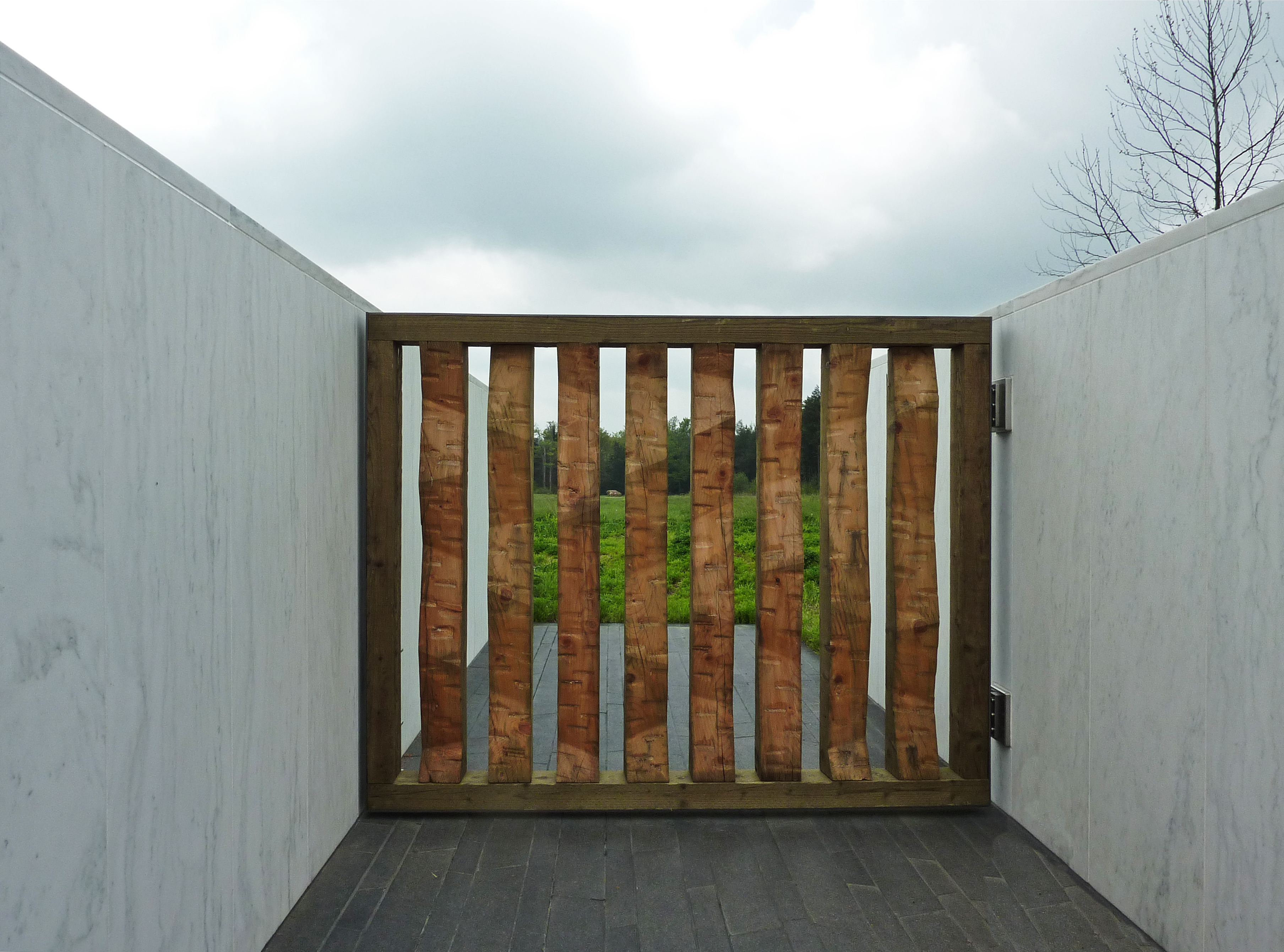
Tor zur Absturzstelle, die nur von Angehörigen der Opfer betreten werden darf
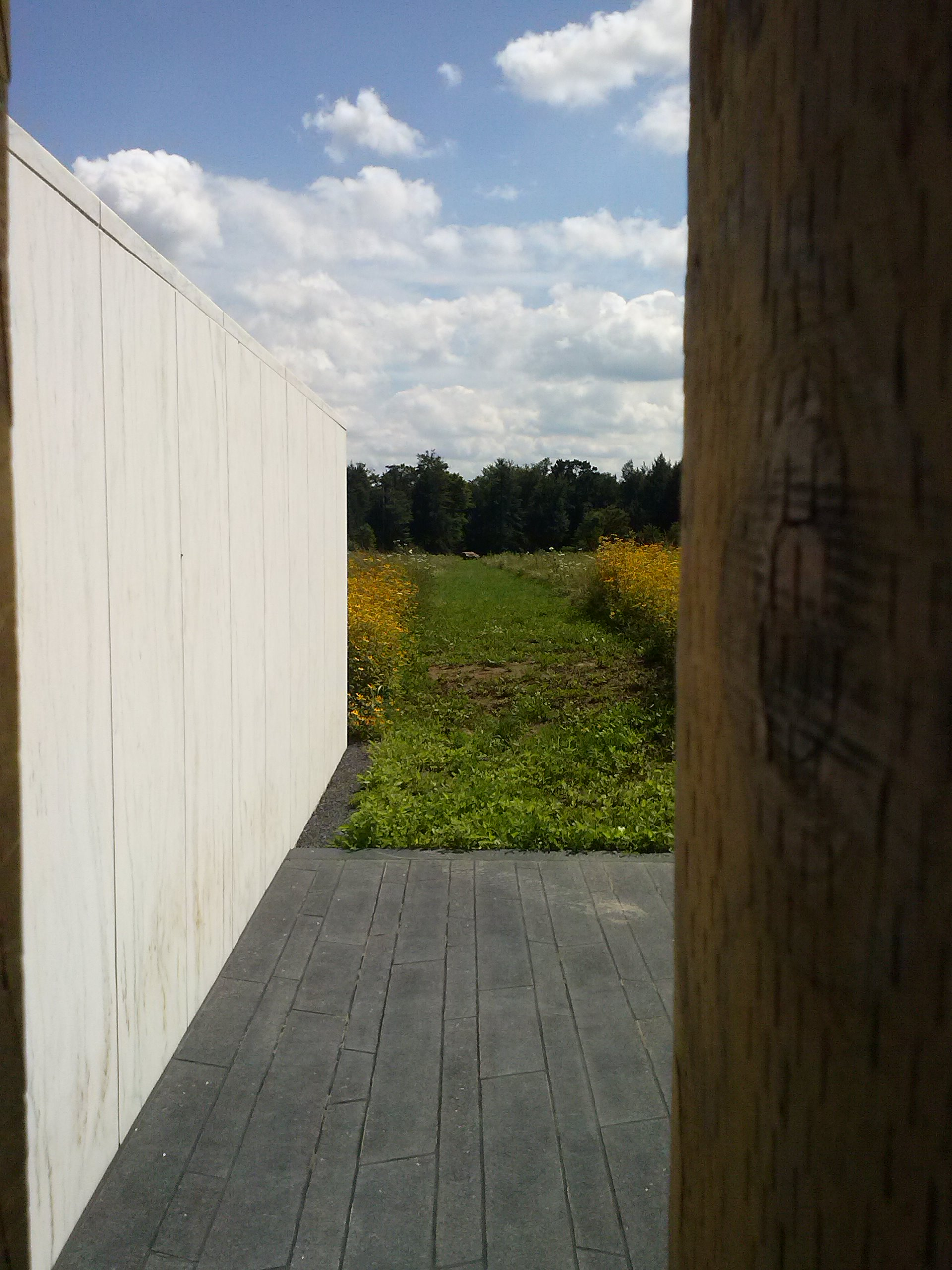
Blick auf die Absturzstelle
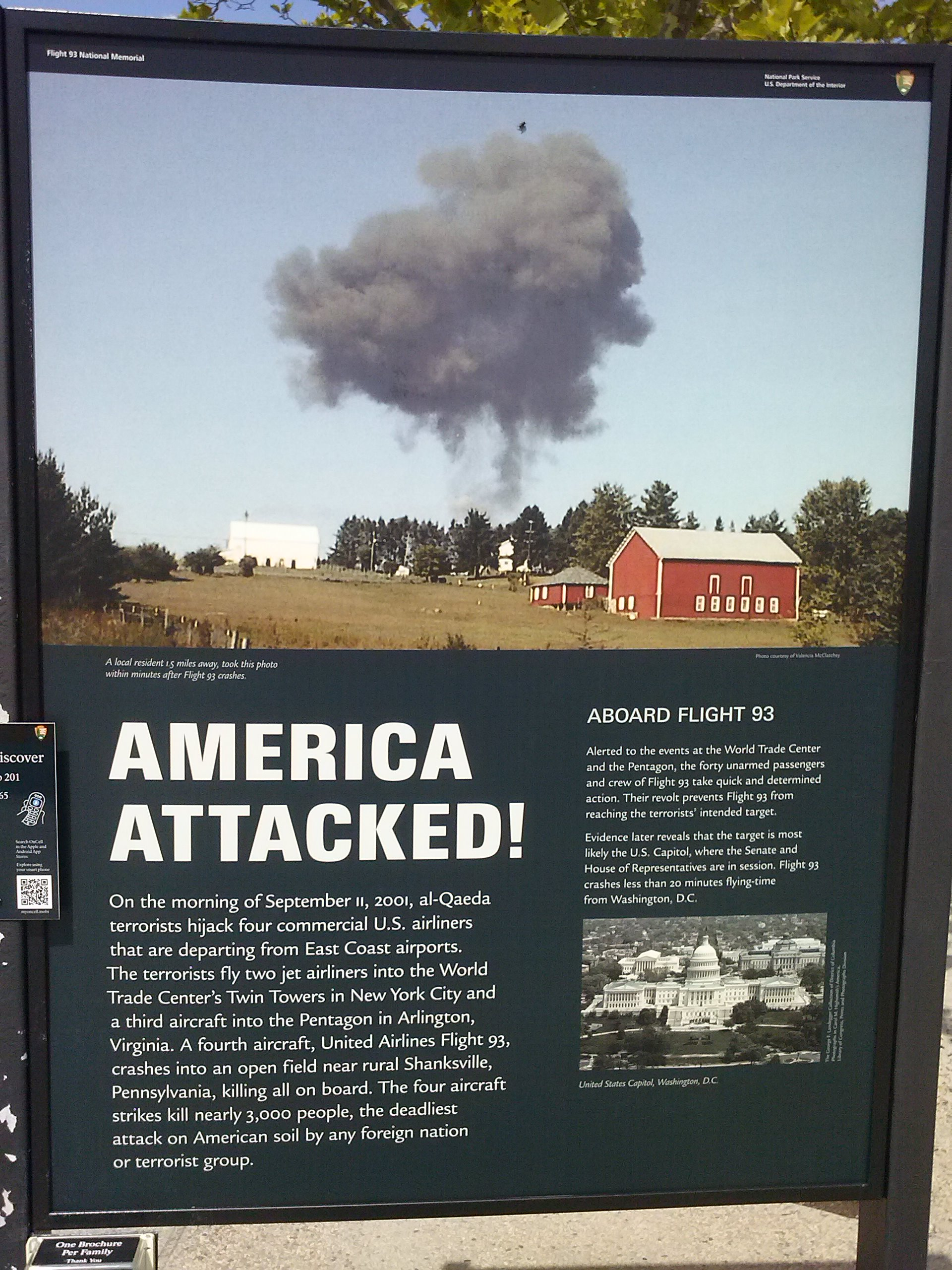
Informationstafel mit einem Foto vom 11. September 2001, das unmittelbar nach dem Absturz aufgenommen wurde
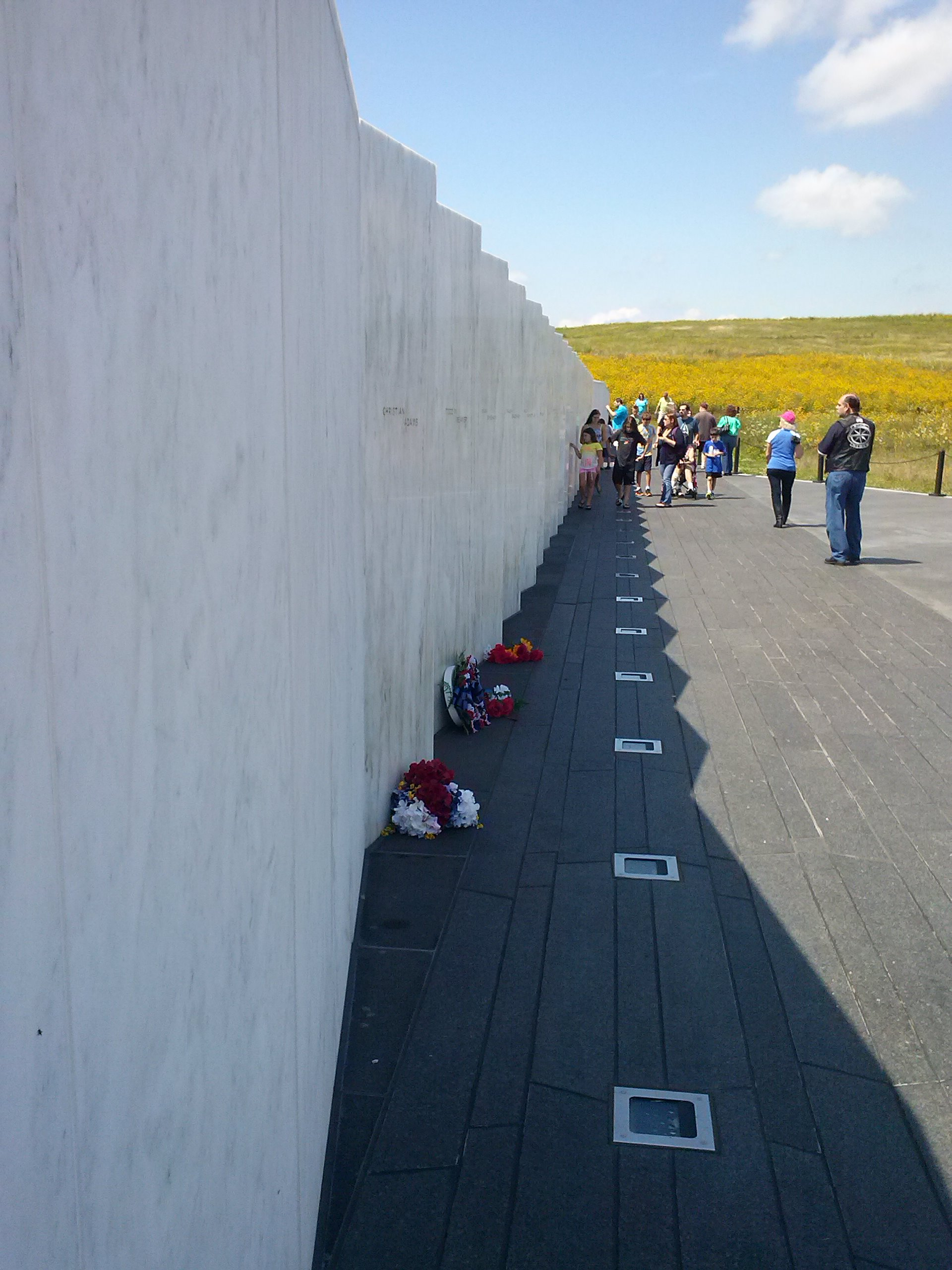
Wall of Names (Gedenktafeln mit den Namen der Opfer). Die Mauer wurde so gebaut, dass sie der Anflugrichtung von Flug UA93 entspricht.
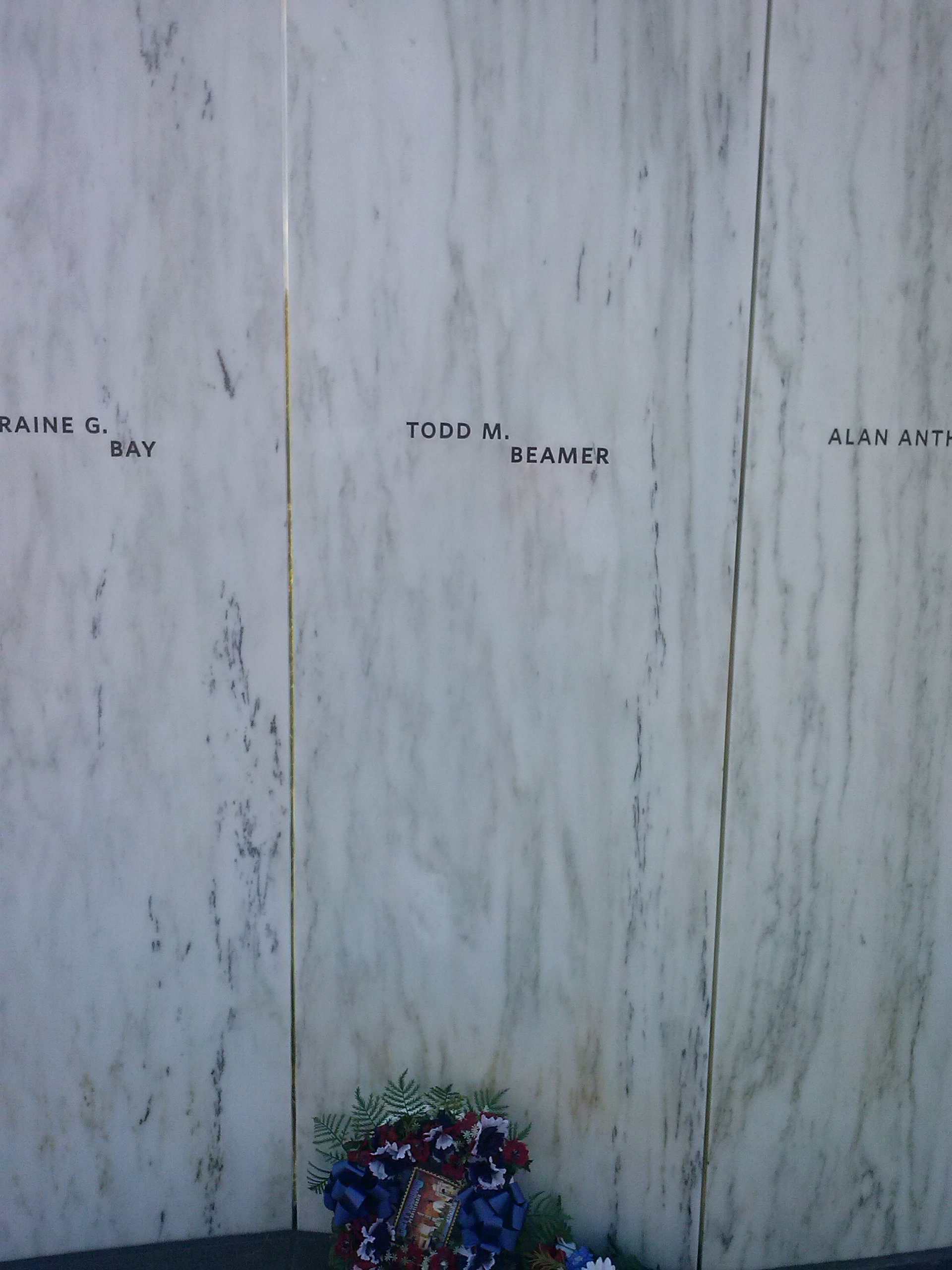
Gedenktafel für Todd Beamer, einem der Anführer des Aufstandes der Passagiere. Seine Aussage Let's roll, die den Angriff einleitete, ging in die amerikanische Umgangssprache ein.
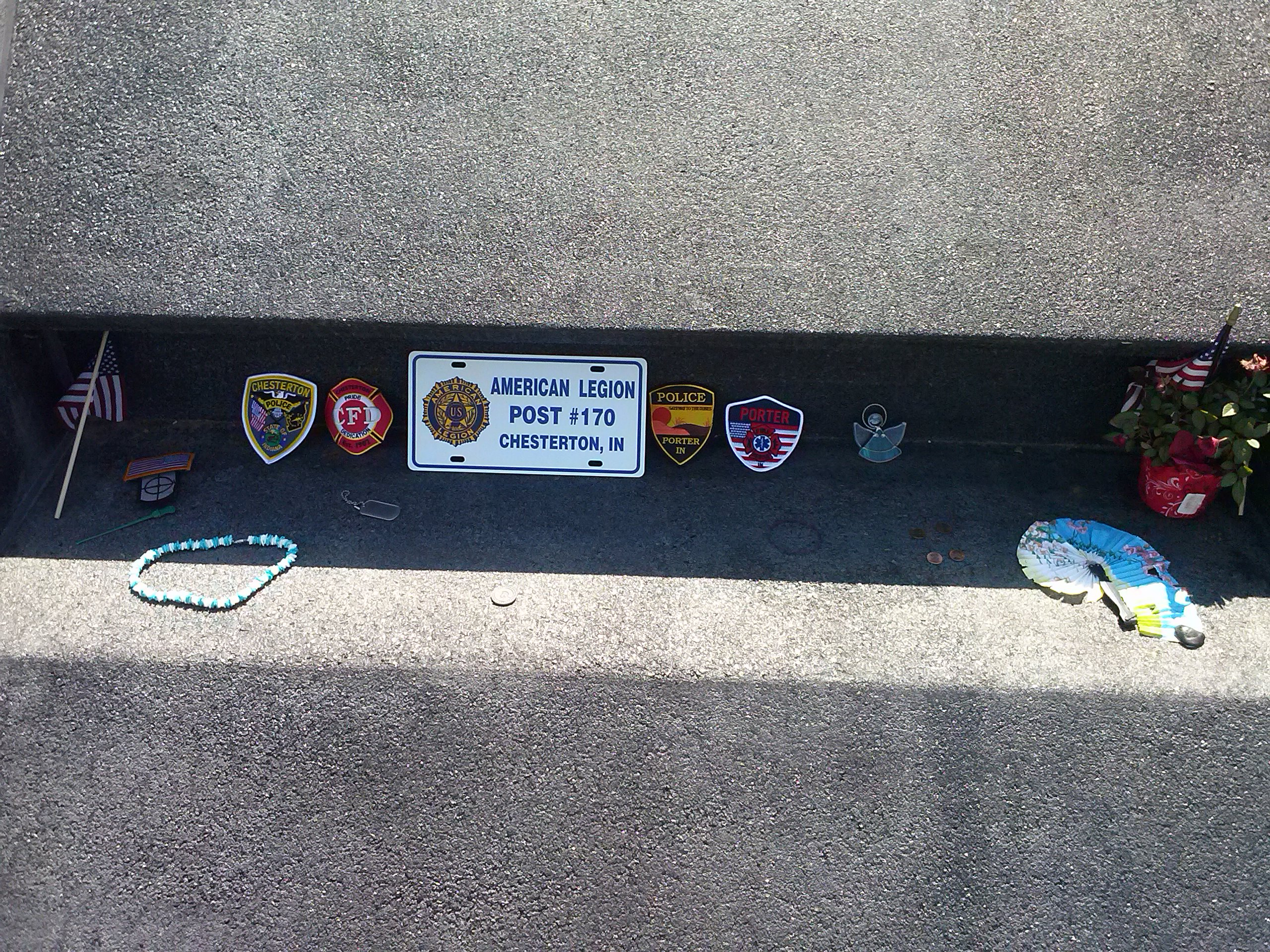
Eine von mehreren Einbuchtungen in der Mauer, die den Zugangsweg zur Wall of Names begrenzt, in welche Besucher kleine Andenken im Gedenken an die Opfer hinterlassen.

Am 10. September 2015 wurde das Besucherzentrum des Flight 93 National Memorial fertiggestellt und in einer Zeremonie mit  Familienmitgliedern der Opfer für die Allgemeinheit geöffnet. In der permanenten Ausstellung werden die Ereignisse des Flugs 93 in den Kontext der Anschläge des 11. September 2001 eingeordnet. Die Besucher werden durch Artefakte, Multi-Media-Installationen und interaktive Objekte durch den Verlauf des Tages geführt. Die Ausstellung zeigt die Ereignisse aus den Perspektiven von Fluggästen und Crewmitgliedern und stellt die Reaktionen der Rettungskräfte und schließlich die Ermittlungen dar.

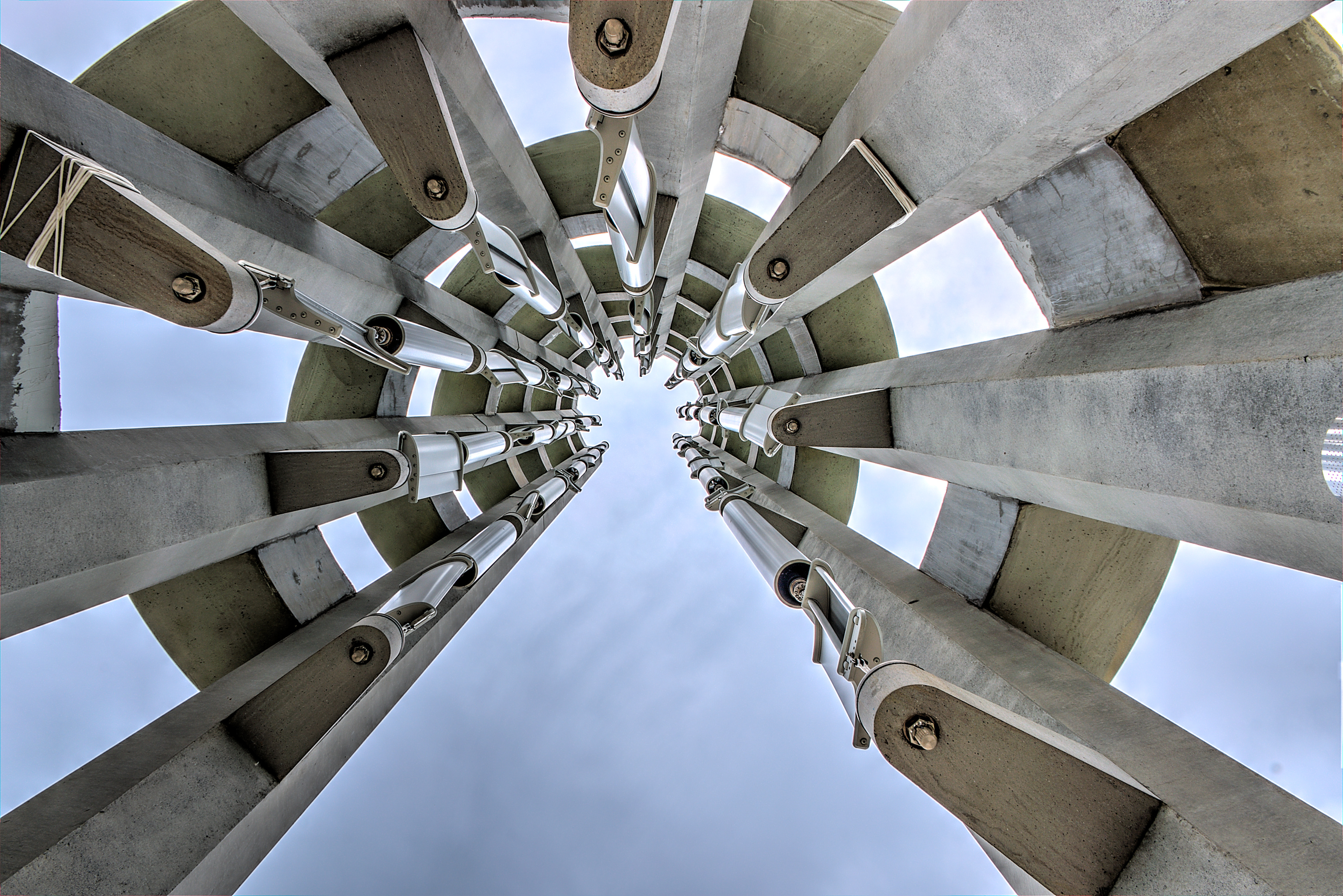
Tower of Voices mit den Windspielen

Dritter Bauabschnitt wurde der Tower of Voices, der als Landmarke die Gedenkstätte schon von weitem anzeigt. In dem Turm geben 40 Windspiele als Echo die Stimmen der Opfer wieder. Der Zeitplan für diesen Abschnitt hing von den verfügbaren finanziellen Mitteln ab. Er wurde ab 2017 errichtet und die letzten Glocken im September 2020 aufgehängt.

### Architektenwettbewerb

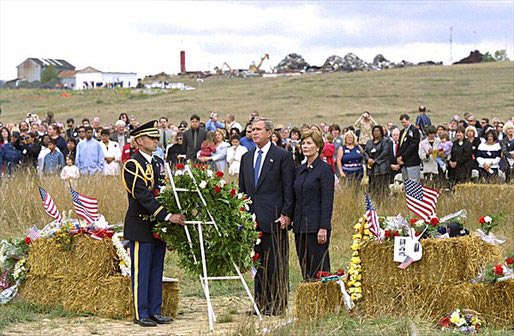
Kranzniederlegung nahe der Absturzstelle von Flug 93 durch George W. Bush und seine Frau Laura am ersten Jahrestag der Flugzeugentführung.

#### Erster Design-Wettbewerb
Die Kommission entschied sich zur Durchführung eines mehrstufigen Design-Wettbewerbs zur Auswahl des endgültigen Entwurfs für das Mahnmal. Dieser wurde durch Spenden der Heinz Foundations und der John S. and James L. Knight Foundation finanziert. Der Wettbewerb begann am 11. September 2004. Es wurden mehr als eintausend Entwürfe eingereicht. Im Februar 2005 wurden fünf Finalisten zur Weiterentwicklung und Prüfung ausgewählt. Die 15-köpfige Jury bestand aus Familienmitgliedern, Design- und Kunstfachleuten und führenden nationalen und örtlichen Politikern.
Am 7. September 2005 wurde der Sieger bekanntgegeben; der „The Crescent of Embrace“ (deutsch etwa „Halbmond der Umarmung“) benannte Entwurf eines Designteams unter der Leitung von Paul und Milena Murdoch aus Los Angeles.
Den Entwurf dominiert ein „Turm der Stimmen“, der für jeden der 40 Getöteten ein Windspiel enthält. Ein kreisförmiger, mit Rot-Ahorn-Bäumen gesäumter Pfad bildet einen Halbmond und folgt der natürlichen Schüsselform des Geländes. Vierzig Baumgruppen aus Rot-Ahorn, Zucker-Ahorn und Amerikanischer Weiß-Eiche sollen hinter diesem Halbmond gepflanzt werden. Eine schwarze Schiefer-Mauer würde den Rand der Absturzstelle markieren, an dem die Opfer begraben sind.

#### Kontroverse über den Entwurf
Dieser Entwurf erzeugte Kritik aufgrund seines Namens „Halbmond der Umarmung“, der Halbmond-Form im Allgemeinen und auch wegen seiner Ausrichtung. Der Halbmond ist ein Symbol des Islam und die Terroristen, die das Flugzeug entführten, waren Muslime. Diese hätten den Anschlag im Namen des Islam ausgeübt. Es wurde befürchtet, dass das Mahnmal von einigen Muslimen als Gedenkstätte für die Attentäter ausgelegt werden könnte. Außerdem wurde darauf hingewiesen, dass der Halbmond in Richtung Mekka gerichtet sei.
Die Architekten beteuerten, dies sei Zufall und es sei nicht die Absicht des Entwurfs, sich auf islamische Symbole zu beziehen. Einige der Opferfamilien stimmten dem zu. Der Council on American-Islamic Relations hat die Kritik als islamfeindlich bezeichnet.
Andere Kritiker waren der Meinung, dass der Entwurf nicht ausreichend repräsentativ sei.

#### Änderung des Entwurfs
Aufgrund der geäußerten Kritik änderten die Architekten ihren Entwurf. Sie sind der Meinung, die zentralen Elemente so abändern zu können, dass die Kritiker besänftigt werden.
Die so umgestaltete Gedenkstätte besteht aus einem großen Kreis, dem „Field of Honor“, dessen Rundweg zum „Sacred Ground“ führt. Dort sollen die Opfer des Absturzes begraben werden. Eine Lücke in der Baumbepflanzung soll den Weg des Flugzeugs während des Absturzes verdeutlichen.

### Entwicklung
Die veranschlagten Baukosten für das dauerhafte Denkmal sind bis 2006 auf 57 Millionen US-Dollar gestiegen. Davon sollten 30 Millionen durch private Spenden getragen werden. Den Rest der Kosten übernehmen die US-Regierung und der Staat Pennsylvania. Bis zum April 2007 wurden nur 11 Millionen gesammelt und damit weniger als erhofft.
Im Oktober 2014 vernichtete ein Feuer in drei Gebäuden die Verwaltungsräume und einen Teil der Sammlung der Gedenkstätte. Zerstört wurden Gegenstände aus dem Besitz der Opfer, die bei der Bergung am Absturzort gefunden wurden, von Angehörigen bereitgestellte Fotos der Opfer und weitere Objekte, die Angehörige für Ausstellungen angeboten hatten. Außerdem wurde ein kleiner Teil der Karten, Bilder und Objekte zerstört, die Besucher an der vorläufigen Gedenkstätte hinterlassen hatten. 
Erhalten blieben alle Unterlagen über den Absturz und die amtliche Untersuchung des Absturzortes sowie die Originalaufnahmen von Telefonaten aus dem Flugzeug. Alle Interviews der Gedenkstättenmitarbeiter mit Zeitzeugen sind entweder als Tonaufnahme oder als Transkript erhalten, rund 250 Tonaufnahmen wurden aber zerstört. Die Archivalien über die Opfer sind erhalten geblieben. Außerdem über 90 % der Objekte, die Besucher hinterlassen haben.